# Xanthophyto labis
Xanthophyto labis là một loài ruồi trong họ Tachinidae.